# Cédula de População
A Cédula de População foi um decreto de 1783 feito pelo representante do rei da Espanha, José de Gálvez, abrindo a ilha de Trindade à imigração proveniente, principalmente, das ilhas do Caribe francês. Negociado por Phillipe Rose Roume de Saint-Laurant, uma figura-chave na história colonial de Trindade, o decreto é composto por 28 artigos que regulam várias formas de concessão de terras para incentivar o crescimento da população, a naturalização de habitantes, tributação, armamento dos proprietários de escravos, o dever e função de uma milícia para proteger a ilha, e os comerciantes. A população de Trindade saltou para mais de 15 mil até o final de 1789, de pouco menos de 1400 em 1777. Em 1797, Trindade se tornou uma colônia da coroa britânica, com uma população de língua francesa, ainda hoje é possível encontrar pessoas em Trindade que falam o crioulo francês de Trindade.